# Acanthize nain

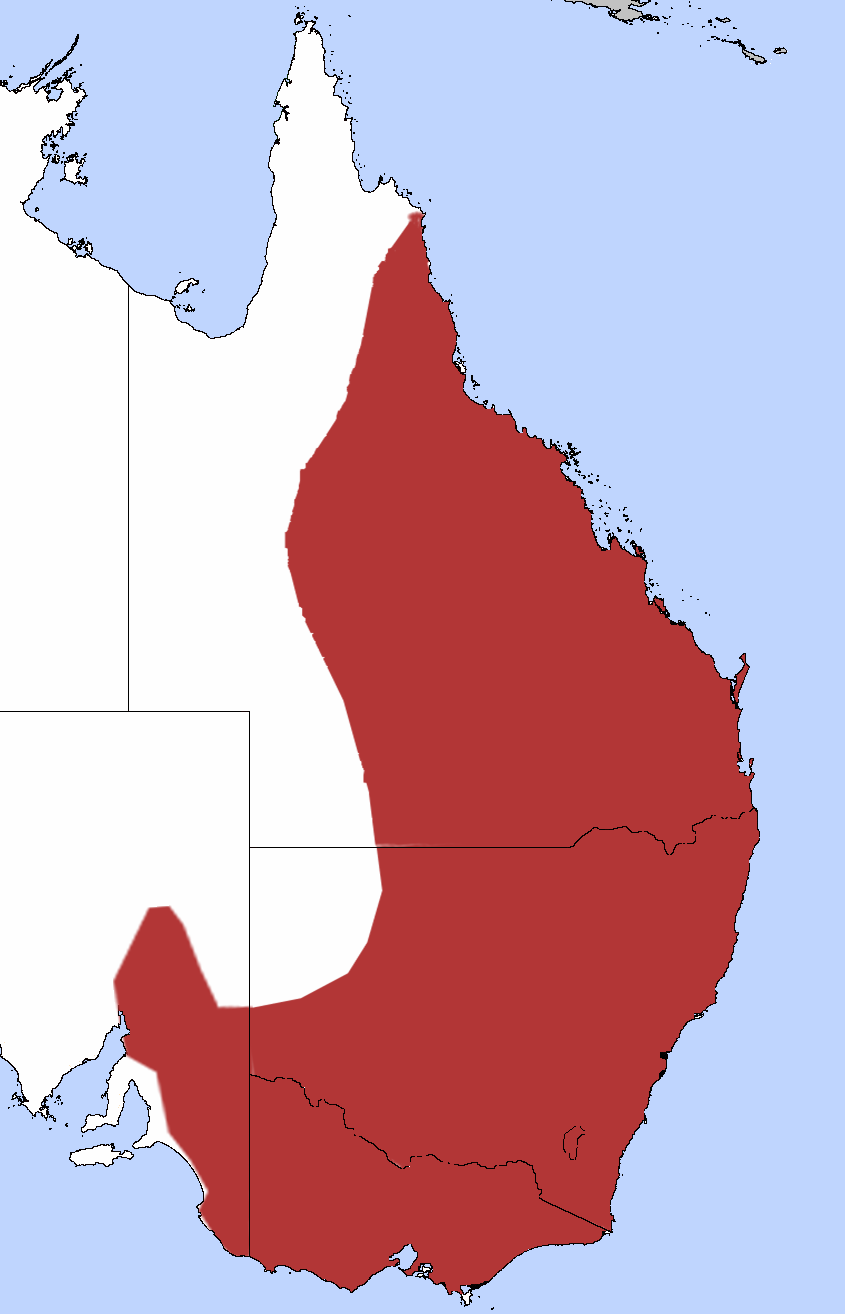
Carte de la distribution

Espèce
Statut de conservation UICN

 LC  : Préoccupation mineure
L'Acanthize nain (Acanthiza nana) est une espèce de passereau que l'on rencontre en Australie. C'est une espèce protégée sous la convention National Parks and Wildlife Act, 1974.

## Comportement
C'est un petit oiseau à l'allure élégante. Il est discret, mais sait s'imposer. Il aime la proximité des autres oiseaux, il est rarement mis à l'écart de son groupe.

## Sous-espèces
D'après Alan P. Peterson, il existe trois sous-espèces :
- Acanthiza nana flava White,HL 1922 ;
- Acanthiza nana modesta De Vis 1905 ;
- Acanthiza nana nana Vigors & Horsfield 1827.